# Gare de Fredrikstad
La gare de Fredrikstad est une gare ferroviaire norvégienne de la ligne d'Østfold, située sur le territoire de la commune de Fredrikstad.
Mise en service en 1879, c'est une gare de la Norges Statsbaner (NSB). Elle est distante de 94,26 km d'Oslo. 

## Situation ferroviaire
La gare de Fredrikstad  est située sur la ligne d'Østfold, entre les gares de Råde et de Sarpsborg.

## Histoire
La gare  fut ouverte en 1879 lorsque la vestre linje fut achevée.

## Service des voyageurs

### Accueil
C'est une gare ferroviaire avec personnel. Elle est équipée de guichets ouverts tout au long de la semaine, d'automates et d'une salle d'attente .

### Desserte
Fredrikstad est desservie par un train régional allant d'Oslo à Halden et poursuivant en Suède jusqu'à Göteborg .

### Intermodalités
Un parking, de 289 places, pour les véhicules et un parc à vélo couvert y sont aménagés.Plusieurs lignes de bus desservent la gare.